# Sergio Trama
Sergio Trama (Genova, 23 marzo 1963) è un illustratore e grafico italiano.

## Biografia
Dopo il diploma al Liceo Artistico e la laurea all’Accademia delle Belle Arti di Firenze, ha insegnato pittura a Firenze in un centro per ragazzi diversamente abili e lavorato come designer di complementi d’arredo in ardesia in un paesino dell’entroterra ligure.
Nel 1988 si è trasferito a Roma ed ha iniziato l’attività di illustratore e grafico freelance collaborando con agenzie pubblicitarie e riviste specializzate nei settori più disparati.
Nel 1990, per le Edizioni Primavera di Firenze, ha disegnato gli 8 volumi della collana Ti racconto una storia di Alberto Manzi.
Da allora ha sempre collaborato, come freelance, con numerose Case Editrici italiane e straniere illustrando libri, progettando e illustrando centinaia di riviste mensili per bambini e ragazzi, disegnando giochi da tavolo, puzzle e capi di abbigliamento.
Nel 2009 ha frequentato, all’Accademia di Belle Arti di Macerata, un corso di perfezionamento in illustrazione ad acquerello tenuto dal Maestro Roberto Innocenti; in seguito, per sperimentare nuovi percorsi artistici, si è dedicato anche alla decorazione della ceramica, alla scultura, alla scrittura di Haiku (brevi, e purtroppo poco conosciuti, componimenti poetici di origine giapponese) e alla fotografia naturalistica. 
Svolge anche attività di pittore ed espone dal 2017.
Ha tenuto ad aprile 2017, al Palazzo Baronale di Calcata (VT), la sua prima mostra personale “Tratti di donne” esponendo quadri ad olio di sole figure femminili, per dimostrare che anche l’arte può offrire lo spunto per una riflessione in un momento storico in cui le donne subiscono quotidianamente maltrattamenti e violenze di ogni tipo. Un mese dopo ha esposto i suoi quadri a Monterotondo, in provincia di Roma, e a novembre 2028 a Montebelluna (TV) a sostegno di attività di promozione culturale contro la violenza sulle donne.
Nel giugno 2017 il suo quadro ‘Asia’ è stato scelto dalla Saatchi Gallery di Londra per essere esposto in screen insieme a una selezione di opere di artisti di tutto il mondo.
Sempre nel 2017, unendo la sua passione (da ex praticante) per le arti marziali alle capacità artistiche, ho creato una pagina Facebook per diffondere la conoscenza delle arti marziali nei bambini.
A luglio 2020, in piena pandemia: il suo quadro ‘Sguardi’ è stato esposto in screen nella sala video/biblioteca della Galleria d’Arte Moderna di Roma, nell’ambito del progetto #laculturaincasa in una mostra collettiva virtuale dal titolo #DomaniInArte.
A settembre 2023, a Calcata (VT), ha tenuto la sua quarta mostra personale, “Nemmeno con un fiore” ancora dedicata alle donne vittime di violenza.
A novembre 2023 ha esposto i suoi quadri, insieme ad altri due artisti, Gabriele Rossetti e Lady Be, alla mostra "Uomini che parlano alle donne, donne che parlano di uomini" promossa dalla Presidente della Commissione Parlamentare di inchiesta sul femminicidio, dott.ssa Martina Semenzato. La mostra si è tenuta a Roma, presso la Biblioteca della Camera dei Deputati.
A Gennaio 2024 ha partecipato alla mostra promossa dal Rotary Club Fabriano “Tante Carte su Carta" tenutasi al Museo della Carta e della Filigrana di Fabriano, dove sono state esposte opere raffiguranti le principali figure del mazzo di carte francesi realizzate da artisti invitati da varie regioni d’Italia.
Ad Aprile 2024, nella sede del Parco Valle del Treja, il Palazzo Baronale di Calcata (VT), ha tenuto una mostra personale, questa volta di arte naturalistica, dal titolo "Passeggiando nella Valle del Treja alla scoperta di piante, fiori e piccoli animali del Parco” con una raccolta di 30 disegni a matita.
A dicembre 2024, ha partecipato alla rassegna Arte per i Diritti Umani 2024, tenutasi dall’8 all’11 dicembre presso la Chiesa Evangelica Valdese di Piazza Cavour a Roma, patrocinata da Amnesty International e dall’IDHAE (Institut des droits de l'Homme des Avocats européens). In tale occasione ha presentato un’opera dedicata a Marielle Franco, attivista brasiliana assassinata nel 2018.

## Pubblicazioni

### Autopubblicazioni
- GO-KYO Dai Sankyo - Third group - Michela Grimaldi - 2025
- Rime piccine piccine - Libro 3 - Michela Grimaldi - 2025
- The secret of the easter egg - Michela Grimaldi - 2024
- La Befana, Babbo Natale e la magia dell'amicizia - Michela Grimaldi - 2024
- Rime piccine piccine - Libro 2 - Michela Grimaldi - 2024
- Rime piccine piccine - Libro 1 - Michela Grimaldi - 2024
- Passeggiando nella Valle del Treja - Michela Grimaldi - 2024
- Walking through the Treja Valley - Michela Grimaldi - 2024
- Il segreto dell’uovo di pasqua  - Michela Grimaldi - 2024
- 60 Posti magici - 2023
- La lumaca che voleva correre -Michela Grimaldi - 2022
- Lello il pipistrello - Michela Grimaldi - 2022
- Tac il mio amico orologio - Michela Grimaldi - 2022
- GO-KYO Dai Sankyo Terzo gruppo - Michela Grimaldi - 2022
- I 2 asinelli - Michela Grimaldi - 2022
- Un’Ape e cento fate in un campo di patate - Michela Grimaldi - 2022
- La filastrocca della Befana - Michela Grimaldi - 2021
- 1 2 3... at Christmas count with me! - Michela Grimaldi - 2021
- 1 2 3… a Natale conta con me! - Michela Grimaldi - 2021
- 1 2 3… à Noël compte avec moi!  - Michela Grimaldi - 2021
- Il gallo Pinco Pallo - Michela Grimaldi - 2021
- Cuccioli in vacanza - Michela Grimaldi - 2021
- Anacleto, il piccolo criceto - Michela Grimaldi - 2021
- Un Carnevale molto speciale - Michela Grimaldi - 2021
- Carolina la topina - Michela Grimaldi - 2021
- Giochiamo con l’alfabeto! - Michela Grimaldi - 2021
- GO-KYO Dai Nikyo - Second group - Michela Grimaldi - 2021
- GO-KYO Dai Nikyo Secondo gruppo - Michela Grimaldi - 2021
- Impariamo l'educazione con papà Orso e il piccolo Sansone! - Michela Grimaldi - 2020
- Chiudi gli occhi e conta fino a tre... poi dammi la mano e vieni con me! - Michela Grimaldi - 2020
- Volevo fare una passeggiata… ma qualcuno mi ha rovinato la giornata! - Michela Grimaldi - 2020
- Sai perché Babbo Natale ha la barba? - Michela Grimaldi - 2020
- Mese dopo mese… il tempo passa! - Michela Grimaldi - 2020
- Peluches... amore a prima vista! - Michela Grimaldi - 2020
- Si chiamava Narce… una storia tra sogno e realtà - Michela Grimaldi - 2020
- GO-KYO Dai Ikkyo Primo gruppo - Michela Grimaldi - 2020
- GO-KYO Dai Ikkyo First group - Michela Grimaldi - 2020
- JU Jitsu Metodo Bianchi - Giancarlo Bagnulo - Michela Grimaldi - 2021 volumi 1, 2, e 3 in italiano 1 iNG FR SP 2 ING FR

### Libri per bambini e ragazzi
- Now I can (5 volumi) - M. Bertarini, M. Huber, P. Iotti - Eli srl, Recanati - 2015
- Super Magic (6 volumi) - M. Bertarini, M. Huber, P. Iotti - Eli srl, Recanati - 2014
- Si chiamava Narce, una storia tra sogno e realtà - Michela Grimaldi - Officina Edizioni, 2013
- Das Zauberbuch (4 volumi) - M. Bertarini, A. Hallier, P. Iotti, S. Peri Steubing - Eli srl, Recanati - 2012
- ABC degli animali - Michela Grimaldi - Ediz. Macro Junior, Cesena - 2012
- 1 2 3 della natura - Michela Grimaldi - Ediz. Macro Junior, Cesena - 2012
- Hula Hoop (4 volumi) - Michela Grimaldi - Mirò Editori srl, Chiaravalle - 2009
- Play with Benjy (2 volumi) - M. Bertarini, P. Iotti - Eli srl, Recanati - 2009
- Le storie di Mowgli (da Il Libro della giungla) - R. Kipling - Ediz. Nuova Fiordaliso, Roma - 2008
- My Special Book (5 volumi American English) - M. Bertarini, M. Huber, P. Iotti - Eli srl, Recanati - 2008
- The Magic Book (6 volumi American English) - M. Bertarini, M. Huber, P. Iotti - Eli srl, Recanati - 2008
- Grammar Tales (2 volumi) - Mariagrazia Bertarini - Eli srl, Recanati - 2007
- The Magic Book (5 volumi) - M. Bertarini, P. Iotti - Eli srl, Recanati - 2006
- My Special Book (5 volumi English) - Mariagrazia Bertarini - Eli srl, Recanati - 2006
- Activity Book (5 volumi) - M. Bertarini, K. Giorgini, P. Iotti - Eli srl, Recanati - 2006
- The Magic Book (Flashcards) - M. Bertarini, P. Iotti - Eli srl, Recanati - 2006
- The Magic Book (Storycards) - M. Bertarini, P. Iotti - Eli srl, Recanati - 2006
- The Magic Book (Teacher's Book) - M. Bertarini, P. Iotti - Eli srl, Recanati - 2006
- Tito Bronto, che combini? - Marco Tomatis - Mirò Editori srl, Chiaravalle - 2005
- La Supplente - Marco Tomatis - Mirò Editori srl, Chiaravalle - 2005
- Inchiostro - Mirò Editori srl, Chiaravalle (AN) - 2003
- Banana - Emma Valli - Mirò Editori srl, Chiaravalle - 2002
- Fragola - Emma Valli - Mirò Editori srl, Chiaravalle - 2002
- Mela - Emma Valli - Mirò Editori srl, Chiaravalle - 2002
- Raccogli idee - V. Mosca e S. Matteoli - Ediz. Tre Sei Scuola, Chiaravalle - 2001
- Folletti (3 volumi) - V. Mosca e E. Valli - Ediz. Tre Sei Scuola, Chiaravalle - 2001
- Amici come... (3 volumi) - Monica Pratelli - Ediz. Tre Sei Scuola, Chiaravalle - 2000
- Angoli di squadriglia - Antonella Liberati - Ediz. Nuova Fiordaliso, Roma - 1997
- Giocare con l'ambiente - Enrico Calvo - Ediz. Nuova Fiordaliso - 1996
- Attraversiamo le stagioni (4 volumi) - Valeria Mosca - Ediz. Tre Sei Scuola, Chiaravalle - 1996
- Lo gnomo Martino (3 volumi) - Liana Chiappa - Ediz. Tre Sei Scuola, Chiaravalle - 1994
- Caro amico Floppi - Monica Pratelli - Europa libri, Chiaravalle - 1994
- Programmare con lo Gnomo Martino (guida didattica) - Liana Chiappa - Ediz. Tre Sei Scuola, Chiaravalle - 1994
- Bla Bla Bla (3 volumi) - Monica Pratelli - Europa libri, Chiaravalle - 1994
- Le avventure di Piccolo Drago (4 volumi) - Monica Pratelli - Europa libri, Chiaravalle - 1994
- Mauro tenero dinosauro - Monica Pratelli - Europa libri, Chiaravalle - 1994
- I viaggi di Gulliver - Monica Pratelli - Europa libri, Chiaravalle - 1994
- La cambusa magica - Antonella Liberati - Ediz. Nuova Fiordaliso, Roma - 1994
- Decorazioni Natalizie - Antonella Liberati - Ediz. Nuova Fiordaliso, Roma - 1994
- Calendari dell'avvento - Antonella Liberati - Ediz. Nuova Fiordaliso, Roma - 1994
- Angoli di squadriglia - Antonella Liberati - Ediz. Nuova Fiordaliso, Roma - 1994
- Mense e Pavesi - Antonella Liberati - Ediz. Nuova Fiordaliso, Roma - 1994
- Altari e portali - Antonella Liberati - Ediz. Nuova Fiordaliso, Roma - 1994
- Legature e picchettature - Antonella Liberati - Ediz. Nuova Fiordaliso, Roma - 1994
- Aquiloni facili - Carla Cipolletti - Ediz. Nuova Fiordaliso, Roma - 1994
- Piccole Magie (2 volumi) - Monica Pratelli - Europa libri, Chiaravalle - 1994
- Tutti in maschera - Antonella Liberati - Ediz. Nuova Fiordaliso, Roma - 1994
- È qui la festa? - Antonella Liberati - Ediz. Nuova Fiordaliso, Roma - 1994
- Far da sé gli strumenti musicali - Michela Grimaldi - Ediz. Nuova Fiordaliso, Roma - 1994
- Sotto l'albero - Antonella Liberati - Ediz. Nuova Fiordaliso, Roma - 1993
- Dal bosco un presepio - Antonella Liberati - Ediz. Nuova Fiordaliso, Roma - 1993
- Un presepio nel cassetto - Antonella Liberati - Ediz. Nuova Fiordaliso, Roma - 1993
- In forma con l'hebertismo - Cesare Bedoni - Ediz. Nuova Fiordaliso, Roma - 1993
- Hip Hip Urrà (4 volumi) - Valeria Mosca - Ediz. Tre Sei Scuola, Chiaravalle - 1993
- La mia scuola (guida didattica) - Liana Chiappa - Ediz. Tre Sei Scuola, Chiaravalle - 1992
- A Picnic/ Un pique-nique (2 volumi) - Eli srl, Recanati - 1992
- L'orso del bosco - Tonino Conte - Ediz. Vita e Pensiero, Milano, 1991
- Ti racconto la storia (8 volumi) - Alberto Manzi - Ediz. Primavera, Firenze - 1990
- Bello è (3 volumi) - Emma Valli - Ediz. Tre Sei Scuola, Chiaravalle
- Il libro dei grandi - Emma Valli - Europa libri, Chiaravalle
- Pinocchio - Emma Valli - Europa libri, Chiaravalle
- Cocco Cita - Team Mirò - Mirò Editori - Chiaravalle
- Cocco Leo - Team Mirò - Mirò Editori - Chiaravalle
- Cocco Fante - Team Mirò - Mirò Editori - Chiaravalle
- Matite (2 volumi) - Team Mirò - Mirò Editori - Chiaravalle
- Andar per... campi - Ediz. Tre Sei Scuola, Chiaravalle
- ABC Alfabetiere - Lisciani Libri, Teramo

### Riviste per bambini e ragazzi
Edizioni Alfa, Roma
- ABC Bimbi (mensile)
- Allegri cuccioli
- Amici cuccioli
- Animali di terra, di acqua e di aria
- Baby Planet (periodico)
- Chrstmas Games
- Collana Magica (periodico)
- Collana Jolly (periodico)
- Collana Junior (periodico)
- Colora i peluche - Color Games
- Coloriamo gli animali
- Coloriamo i cuccioli
- Coloriamo insieme
- Coloriamo la fattoria
- Coloriamo l'estate
- Crea la moda
- Cuccioli & Friends
- Cuccioli da colorare
- Cuccioli della Savana
- Curiosando tra… i mezzi di trasporto
- Curiosando tra… i personaggi della storia
- Curiosando tra…le città del mondo
- Curiosando tra… le grandi invenzioni
- Fantasy Collection
- Fantastic Color
- Fashion girl
- Gioca e colora
- Gioco e Imparo
- Goal Junior (mensile)
- I cuccioli della giungla
- Il corrierino delle amiche del cuore
- Il gioco di Natale
- Il libro degli animali
- Il guinness dei primati
- I love fashion
- Il mondo dei cuccioli
- Il mondo fatato delle principesse
- Il Pianeta dei bimbi (mensile)
- Il quadernone degli esercizi (mensile)
- I mezzi di trasporto
- I tuoi cuccioli
- L'albo delle cornicette (mensile)
- L'albo dei piccoli (mensile)
- La tombola maliziosa
- Look & Style
- Magic Christmas
- Magico mondo da colorare
- My Book (mensile)
- Noi Bimbi e... (mensile
- Morbidi cuccioli
- Play Color (mensile)
- Princess Book
- Principesse Color
- Speciale Autunno
- Speciale Carnevale
- Speciale Estate
- Speciale Primavera
- Speciale Vacanze
- Super albo cuccioli
- Super cuccioli
- Tutti al Luna Park
- Un mondo di colori
- Vanity Style.

Edizione Salvadeos, Milano
- Biancaneve
- L'Alfabeto
- I numeri
- La fattoria
- Le stagioni
- Mezzi di trasporto
- I cuccioli.

Editions Marguerite (Francia)
- Disegni dei Vangeli (periodico)
- Storylino (periodico).

Editions Obélia (Francia)
- La fete des mères
- Les animaux d'Afrique
- Le cirque
- Le sport
- La maison et ses dangers
- Les pays d'Europe
- A table!
- La musique
- A la ferme
- Les panneaux indicateurs
- Les Indiens
- La foret
- Les oiseaux
- Un chantier
- Des chiffres et des lettres
- Le lait
- Les animaux d'Afrique
- Europa.

Junker Verlag (Germania)
- Die Weihnachtsgeschichte
- Jona und der Wal.

C & C Verlag (Germania)
- Adventskalender
- Puzzle-Adventskalender

Bejol Verlag (Germania)
- Vorlese Adventskalender

Perre Group (Turchia)
- Little girls
- Gli ambienti della casa
- I mestieri (giochi da tavolo)
- Mezzi di trasporto e numeri (mega poster).

## Altre pubblicazioni
- Amore e olio per Unaprol (Unione Nazionale tra le associazioni di produttori di olive).
- Programma tecnico di Ju Jitsu - Giancarlo Bagnulo - per Filpjk (Federazione Italiana Lotta Pesi Judo Karate)
- Elementi di igiene nutrizione e legislazione alimentare - G. Cescatti, E. Feller, L. Filosi - per Pierrestampa, Roma
- Guida pratico-normativa al commercio al dettaglio di latte e latticini - Publilatte - per Pierrestampa, Roma
- I cuccioli della savana (puzzle da pavimento) - Lisciani Giochi, Teramo
- Animali al parco (puzzle da pavimento) - Lisciani Giochi, Teramo
- L'alfabeto degli animali - I numeri degli animali - La casa e il giardino degli animali inglesi (giochi da tavolo didattici), Lisciani Giochi, Teramo

Solo Copertine
- La penna stilografica - Alberti & C. editori, Arezzo
- Quella notte a Mosca - Alberti & C. editori, Arezzo
- Il mondo è la mia casa - Agesci - Nuova Fiordaliso, Roma
- Sorridi e canta - Nuova Fiordaliso, Roma
- Orsetti - Emma Valli - Europa libri, Chiaravalle
- Leprotti - Emma Valli - Europa libri, Chiaravalle
- Pulcini - Emma Valli - Europa libri, Chiaravalle
- Sole, mare e... - Emma Valli - Mirò Editori - Chiaravalle